# Occupation de la République dominicaine
La République dominicaine a été occupée à plusieurs reprises :
- par l'Espagne de 1861 à 1865,
- une première fois par les États-Unis de 1916 à 1924,
- une seconde fois par les États-Unis d'avril 1965 à septembre 1966 (voir aussi la guerre civile dominicaine).